# Epitausa coppryi
Epitausa coppryi là một loài bướm đêm trong họ Erebidae.